# Pelene
Pelene su jednokratni ili višekratni upijajući predmeti koji se nose ispod ili umjesto donjeg rublja, i služe upijanju urina i izmeta kada osoba ne može koristiti zahod kako bi se spriječilo prljanje odjeće ili okoliša. Koriste ih prvenstveno novorođenčad, djeca koja još nisu naučila obavljati nuždu na zahodu i djeca koja mokre u krevet. Također ih koriste odrasle osobe sa zdravstvenim problemima poput inkontinencije, a osobito starije osobe, pacijenti i pacijentice vezani uz bolnički krevet, osobe s tjelesnim ili mentalnim invaliditetom te osobe koje rade u ekstremnim uvjetima, poput astronauta.
Pelene je potrebno promijeniti kada se smoče ili zaprljaju, a to uglavnom napravi druga osoba, poput roditelja ili skrbnika. Ako se pelene ne mijenjaju redovito, može doći do iritacije kože ili pelenskog osipa oko područja koje pelene pokrivaju.
Postoje platnene pelene za višekratnu namjenu, napravljene od perivih prirodnih materijala poput pamuka, konoplje, bambusa, te pelene za jednokratnu uporabu, napravljene od sintetičkih materijala koje sadrže upijajuće kemikalije.